# Primer Ministre de Palestina
El Primer Ministre de Palestina (en àrab: رؤساء وزارات السلطة الوطنية الفلسطينية) és el cap de govern de Palestina. Previ al Primer Ministre de Palestina, es trobava en funcionament el Primer Ministre de l'Autoritat Nacional Palestina, que va modificar el seu nom oficial després del canvi de nom de l'ANP per l'Estat de Palestina. És nomenat pel President de Palestina i no directament triat pel Consell Legislatiu Palestí o els votants palestins. A diferència de l'oficina del Primer Ministre en moltes altres nacions, el Primer Ministre palestí no està obligat a ser un membre de la legislatura en el càrrec. En el seu lloc, el nomenament es fa de forma independent pel partit governant. El Primer Ministre s'espera que representi al partit majoritari o la coalició governant en el parlament.

## Llista de Primers Ministres
| # | Nom            | Nom | Nom | Naixement - Mort | Inici                  | Fi                     | Partit      | Jurisdicció          |
| - | -------------- | --- | --- | ---------------- | ---------------------- | ---------------------- | ----------- | -------------------- |
| 1 | Mahmud Abbas   |     |     | 1935-            | 19 de març de 2003     | 6 de setembre de 2003  | Fatah       | Territoris palestins |
| 2 | Ahmed Qurei    |     |     | 1937-            | 7 d'octubre de 2003    | 18 de desembre de 2005 | Fatah       | Territoris palestins |
| 3 | Nabil Shaath   |     |     | 1938-            | 18 de desembre de 2005 | 24 de desembre de 2005 | Fatah       | Territoris palestins |
| 4 | Ahmed Qurei    |     |     | 1937-            | 24 de desembre de 2005 | 29 de març de 2006     | Fatah       | Territoris palestins |
| 5 | Ismail Haniyeh |     |     | 1963-            | 29 de març de 2006     | 2 de juny de 2014      | Hamas       | Franja de Gaza       |
| 6 | Salam Fayyad   |     |     | 1952-            | 15 de juny de 2007     | 6 de juny de 2013      | Tercera Via | Cisjordania          |
| 7 | Rami Hamdal·la |     |     | 1958-            | 6 de juny de 2013      | En el càrrec           | Fatah       | Territoris palestins |